# Montverde (Florida)
Montverde es un pueblo ubicado en el condado de Lake en el estado estadounidense de Florida. En el Censo de 2020 tenía una población de 1,655 habitantes y una densidad poblacional de 307,66 personas por km².

## Geografía
Montverde se encuentra ubicado en las coordenadas 28°35′41″N 81°40′56″O / 28.59472, -81.68222. Según la Oficina del Censo de los Estados Unidos, Montverde tiene una superficie total de 4.76 km², de la cual 4.21 km² corresponden a tierra firme y (11.38%) 0.54 km² es agua.

## Demografía
Según el censo de 2010, había 1.463 personas residiendo en Montverde. La densidad de población era de 307,66 hab./km². De los 1.463 habitantes, Montverde estaba compuesto por el 92.55% blancos, el 2.05% eran afroamericanos, el 0.41% eran amerindios, el 1.37% eran asiáticos, el 0% eran isleños del Pacífico, el 1.44% eran de otras razas y el 2.19% pertenecían a dos o más razas. Del total de la población el 10.66% eran hispanos o latinos de cualquier raza.